# Plastická chirurgie
Plastická chirurgie je obor lékařství, který se věnuje chirurgickému opravování a upravování funkce i tvaru různých, zejména viditelných částí lidského těla, například po úrazech a popáleninách, ale také z důvodů kosmetických.

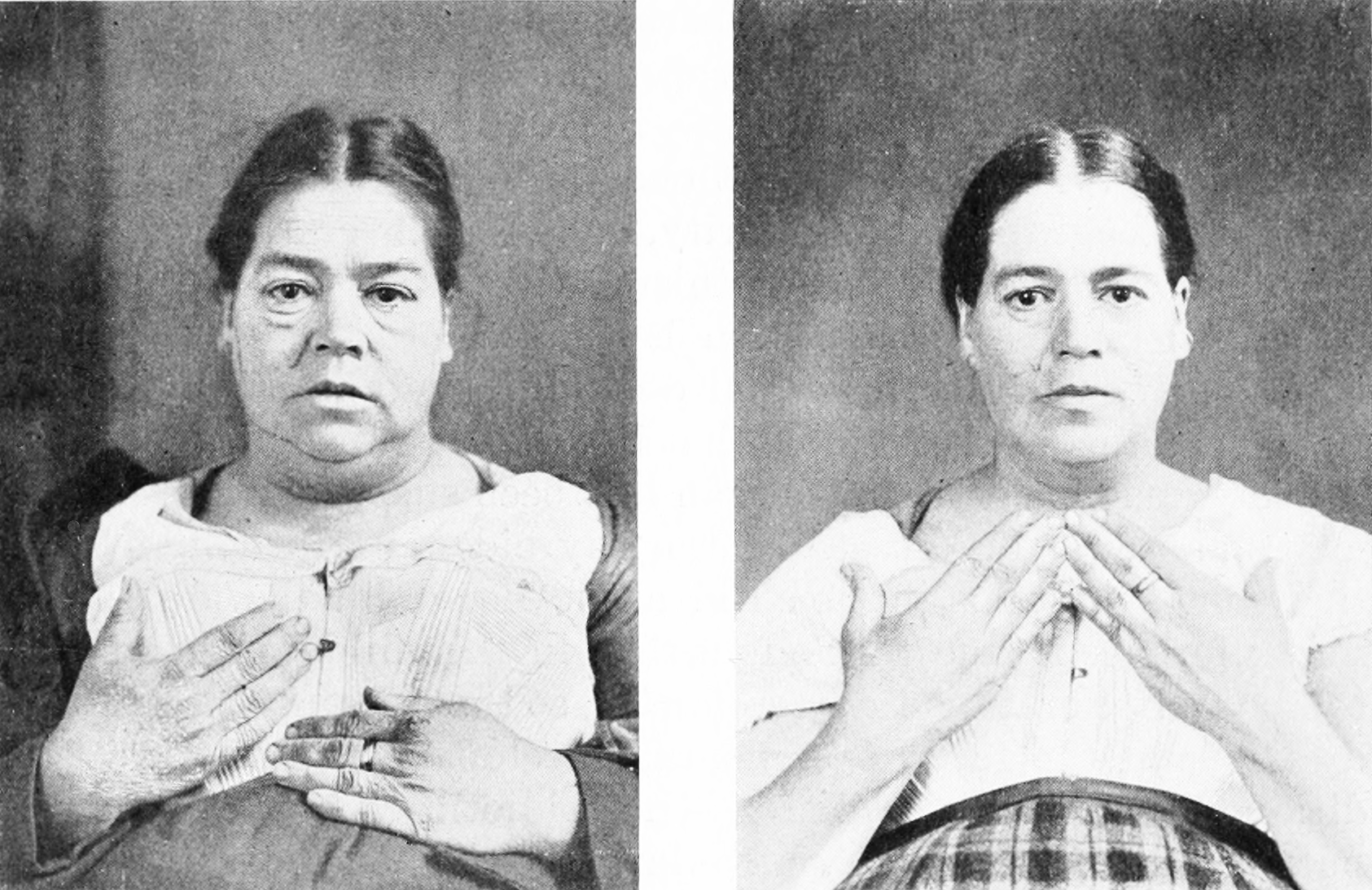
Myxedém, před a po operaci

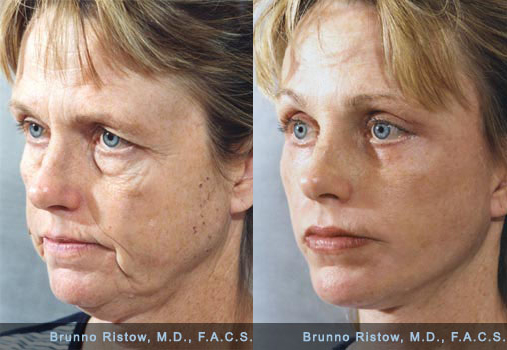
Estetická operace

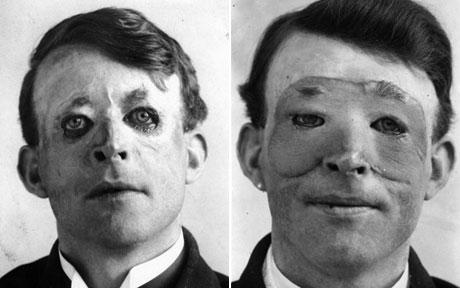
Raněný voják s transplantací v obličeji (1917)

## Směry
Německá společnost pro plastickou chirurgii DGPRÄC rozlišuje jejích pět „pilířů“:
1. Rekonstruktivní chirurgie se zabývá rekonstrukcí a opravou částí těla, jak vrozených malformací, tak následků úrazů a operací.
2. Chirurgie ruky se zabývá malou, ale velmi složitou a pro život důležitou částí těla.
3. Estetická chirurgie se věnuje úpravám a opravám viditelných částí těla, zejména tváře, ale také odstraňováním důsledků obezity, tvarováním ňader, implantaci vlasů atd.
4. Chirurgie popálenin se zabývá těžkými a rozsáhlými poškozeními pokožky, zejména po požárech a neštěstích nebo válečných zraněních.
5. Výzkum v oblasti plastické chirurgie se zabývá např. hojením ran, tkáňovým inženýrstvím, využitím kmenových buněk, biomateriálů, genové terapie a angiogeneze.[1]

## Historie
Název „plastická“ je odvozen z řeckého plastiké techné, umění tvarovat, modelovat. Nejstarší zmínka o opravě zlomeného nosu je na papyru Edwina Smithe, opisu staroegyaptského rukopisu z období Staré říše, z první poloviny 3. tisíciletí př. n. l. Z 8. století př. n. l. jsou zprávy o chirurgických zákrocích, připisovaných indickému lékaři Sušrutovi, které se v arabských překladech dostaly do Evropy ve středověku. Od 1. století př. n. l. dovedli římští lékaři opravovat poškozené uši a pod. Lékařský spis A. C. Celsa z 1. století n. l. podává pozoruhodně přesný popis anatomie, snad pro účely plastické chirurgie. V 15. století napsal turecký lékař Sabuncuoglu anatomický atlas a německý lékař Heinrich von Pfolspeundt popsal náhradu nosu z kůže na paži.
Operace však byly velmi bolestivé a nebezpečné. Teprve s objevy anestezie a dezinfekce v 19. století se chirurgie mohla stát běžně používanou metodou a roku 1839 se poprvé objevilo označení „plastická chirurgie“. Ve válkách 20. století bylo třeba léčit statisíce raněných a za zakladatele moderní plastické chirurgie se pokládá sir Harold Gillies (1882-1960).